# 3938 Chapront
3938 Chapront este un asteroid din centura principală, descoperit pe 2 august 1949 de Karl Reinmuth.